# Trolleybus de Crimée
Le trolleybus de Crimée (en ukrainien : Кримський тролейбус, Kryms'kyï troleïbous ; en russe : Крымский троллейбус, Krymski trolleïbous) est une ligne de trolleybus de Crimée, qui relie Simferopol, à Alouchta et à Yalta, sur la mer Noire. Avec une longueur de 86 km, elle est la plus longue ligne de trolleybus en service dans le monde.

## Chronologie
Le trolleybus de Crimée est exploité par la compagnie de transport public Krymtrolleybus. Sa construction évita de prolonger la voie ferrée depuis Simferopol à travers la chaîne des monts de Crimée jusqu'aux stations balnéaires de la côte sud. La ligne fut mise en service par étapes :
- 1959 : création de la société exploitante, Krymtrolleybus
- Octobre 1959 : inauguration du réseau urbain de trolleybus de Simferopol
- Novembre 1959 : ouverture de la ligne Simferopol – Alouchta
- Mai 1961 : inauguration du réseau urbain de Yalta
- Juillet 1961 : mise en service de la ligne interurbaine Alouchta – Yalta
- Juillet 1961 : inauguration du parcours complet Simferopol – Yalta (à l'origine ligne 12)

## Itinéraire
Le trajet dure une heure et demie de Simferopol à Alouchta (45 km) et deux heures et demie jusqu'à Yalta (86 km). Le trolleybus franchit les monts de Crimée au col d'Angarskyï (752 m d'altitude), avant de redescendre vers la station balnéaire d'Alouchta. Puis il serpente en suivant le flancs des montagnes qui surplombent la mer jusqu'à Yalta (41 km).
- Liste des arrêts du trolleybus de Crimée :
  - Gare ferroviaire de Simferopol — Marine — Lozove — Pionerske — Dobre — Zaritchne — Perevalne — Sosnivka — Col d'Angarskyï — Fontaine de Koutouzovsky — Loutchiste — Verkhnia Koutozovka — Nijnia Koutozovka — Alouchta.
  - Alouchta — Lazourne — Malyï Mayak — Kiparisne — Pouchkine — Partenit — Zaproudne — Artek — Krasnokamianka — Hourzouf — Aï-Danil — Jardin botanique Nikitski — Sosniak — Massandra — Yalta.

## Statistiques
La compagnie Krymtrolleybus emploie 2 500 salariés et transporte 100 millions de passagers par an ce qui lui permettrait d'approcher les 6 milliards de personnes transportées depuis sa création.
Son parc se compose de 400 trolleybus : environ 250 Škoda 9Tr, 150 Škoda 14Tr, quelques JuMZ-T2, et des trolleybus articulés Škoda 15Tr, ZiU10 et JuMZ-T1.

## Galerie

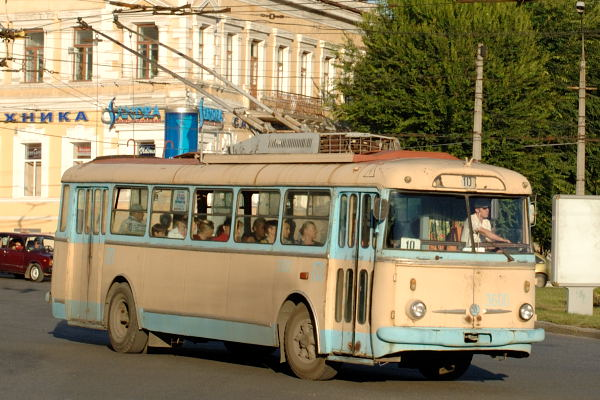
Trolleybus Škoda 9Tr à Simferopol
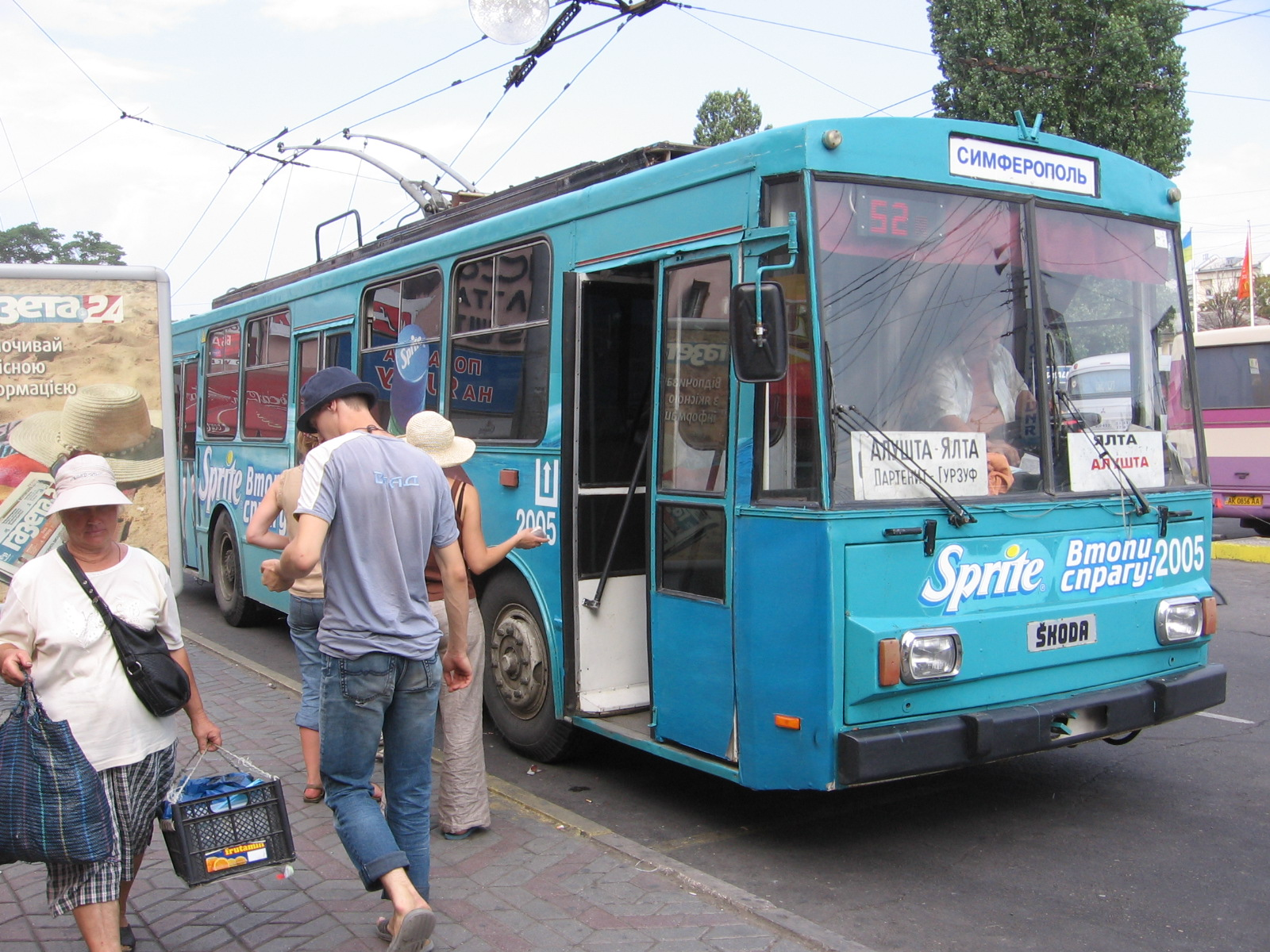
Trolleybus Škoda 14Tr à la gare de Simferopol en 2005
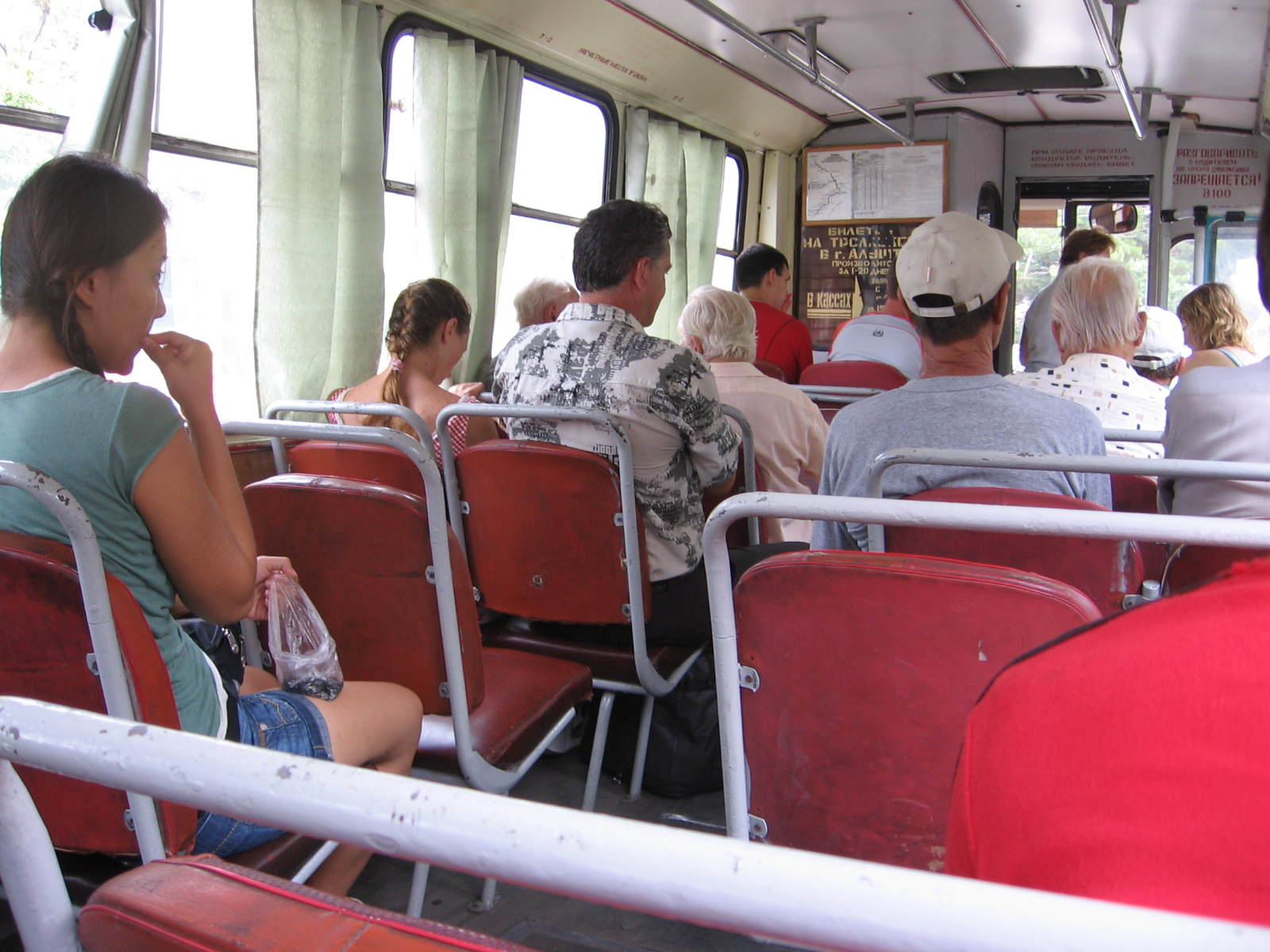
Intérieur d'un trolleybus Škoda 14Tr
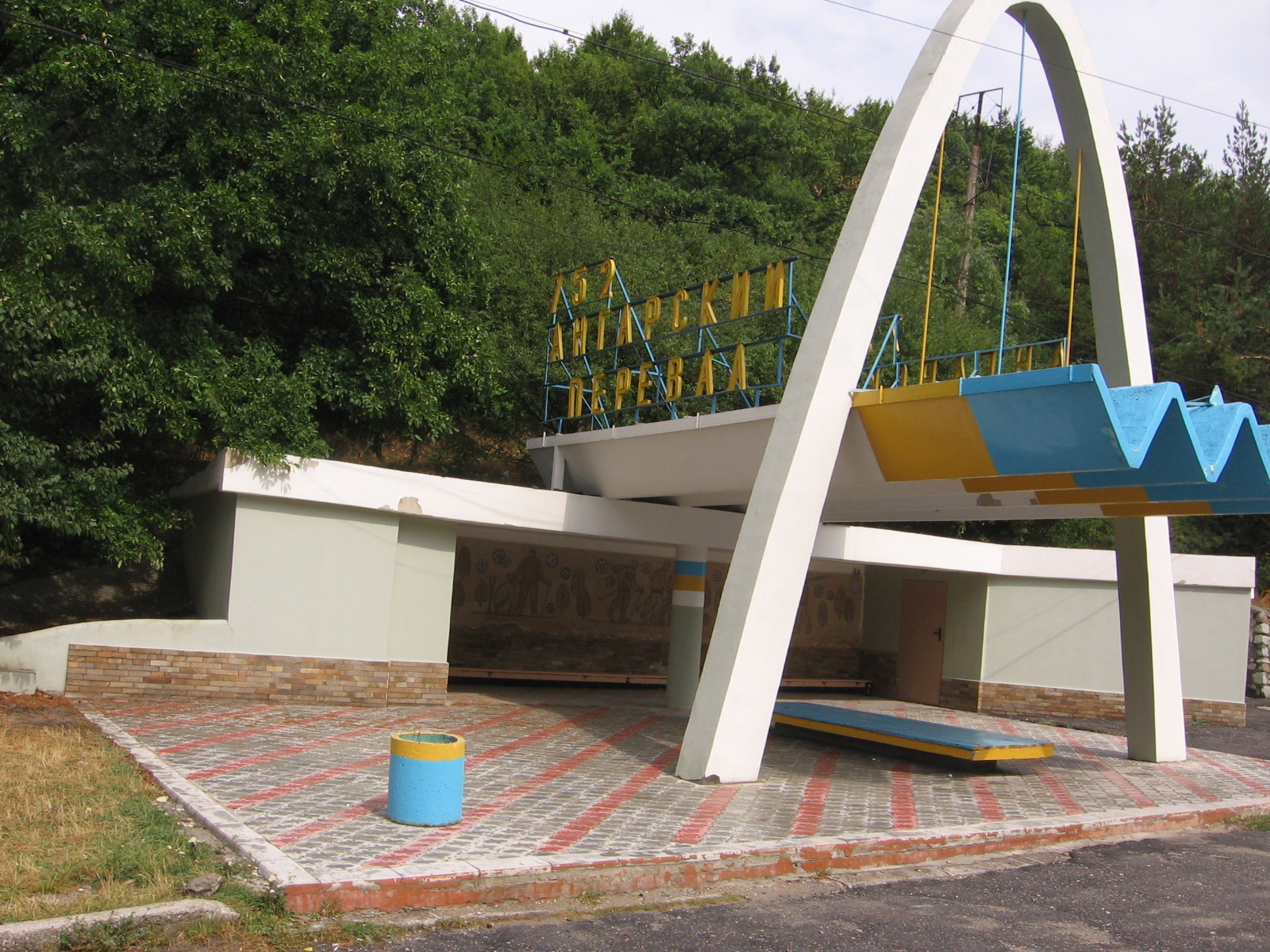
Abribus au col d'Angarskyï à 752 mètres d'altitude